# Nephrolepis ferruginea
Nephrolepis ferruginea là một loài dương xỉ trong họ Nephrolepidaceae. Loài này được Hook. mô tả khoa học đầu tiên..
Danh pháp khoa học của loài này chưa được làm sáng tỏ. 